# Laccio d'amore
In araldica il termine laccio d'amore indica un ornamento esteriore dello scudo, formato da due cordoni di seta attorcigliati ed intrecciati nello stesso modo dei nodi savoia. 
L'Ordine supremo della Santissima Annunziata, istituito nel 1362 da Amedeo VI detto il Conte Verde, fu chiamato Laccio d'amore.
L'ornamento deriva dall'usanza delle dame, che assistevano ai tornei cavallereschi, di donare ai cavalieri delle sciarpe o fusciacche con i loro colori; tali doni erano custoditi come pegno d'amore ed erano annodati al fianco del cavaliere o sulla sua spada.
Il laccio d'amore contorna abitualmente lo scudo a losanga delle dame ed è normalmente di colore bianco (non argento), quasi mai di nero.
L'Ordine della Cordelliera, istituito dalla regina Anna di Bretagna nel 1498, era contraddistinto proprio da un laccio d'amore di seta bianca. 
L'Ordine di Cipro (o di Lusignano), istituito da Guido di Lusignano, re di Gerusalemme e di Cipro, nel 1195, portava un cordone di seta bianca annodato in laccio d'amore e con le lettere S e R intrecciate (dalle parole Securitas Regni).
Il laccio d'amore è anche usato al posto dei lambrecchini nello scudo della dama vedova, anche quando accollato a quello del marito defunto.
Come simbolo viene utilizzato in Massoneria per indicare l'elemento di unione fra i Fratelli in loggia.

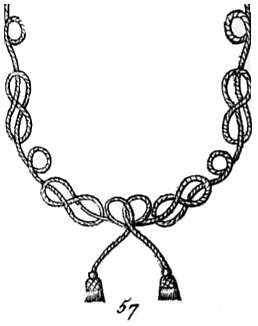
Ordine della Cordelliera
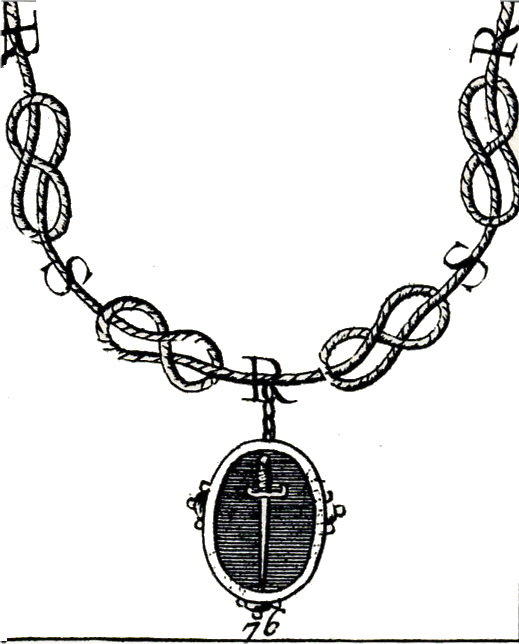
Ordine della Spada (Cipro)
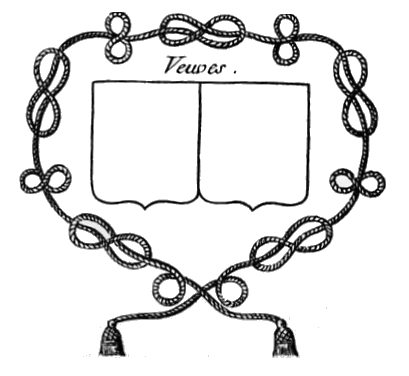
lambrecchini per le vedove
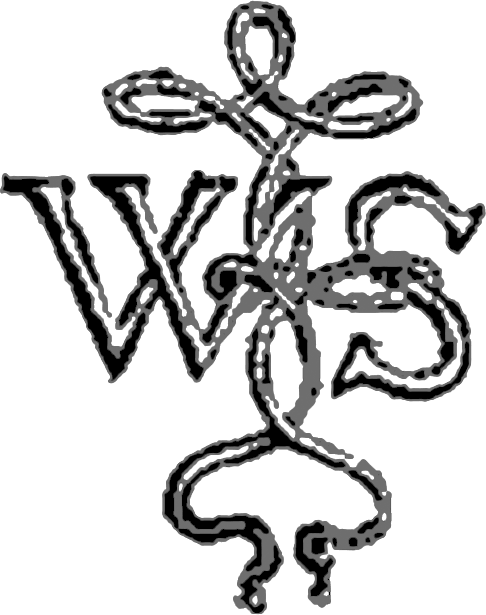
Emblema attribuito a Shakespeare